# Keylon Batiz
Keylon Jeffrey Batiz Slate (ur. 1 lutego 2004 na Corn Islands) – nikaraguański piłkarz występujący na pozycji ofensywnego pomocnika lub skrzydłowego, reprezentant Nikaragui, od 2023 roku zawodnik Realu Estelí.